# مستراد

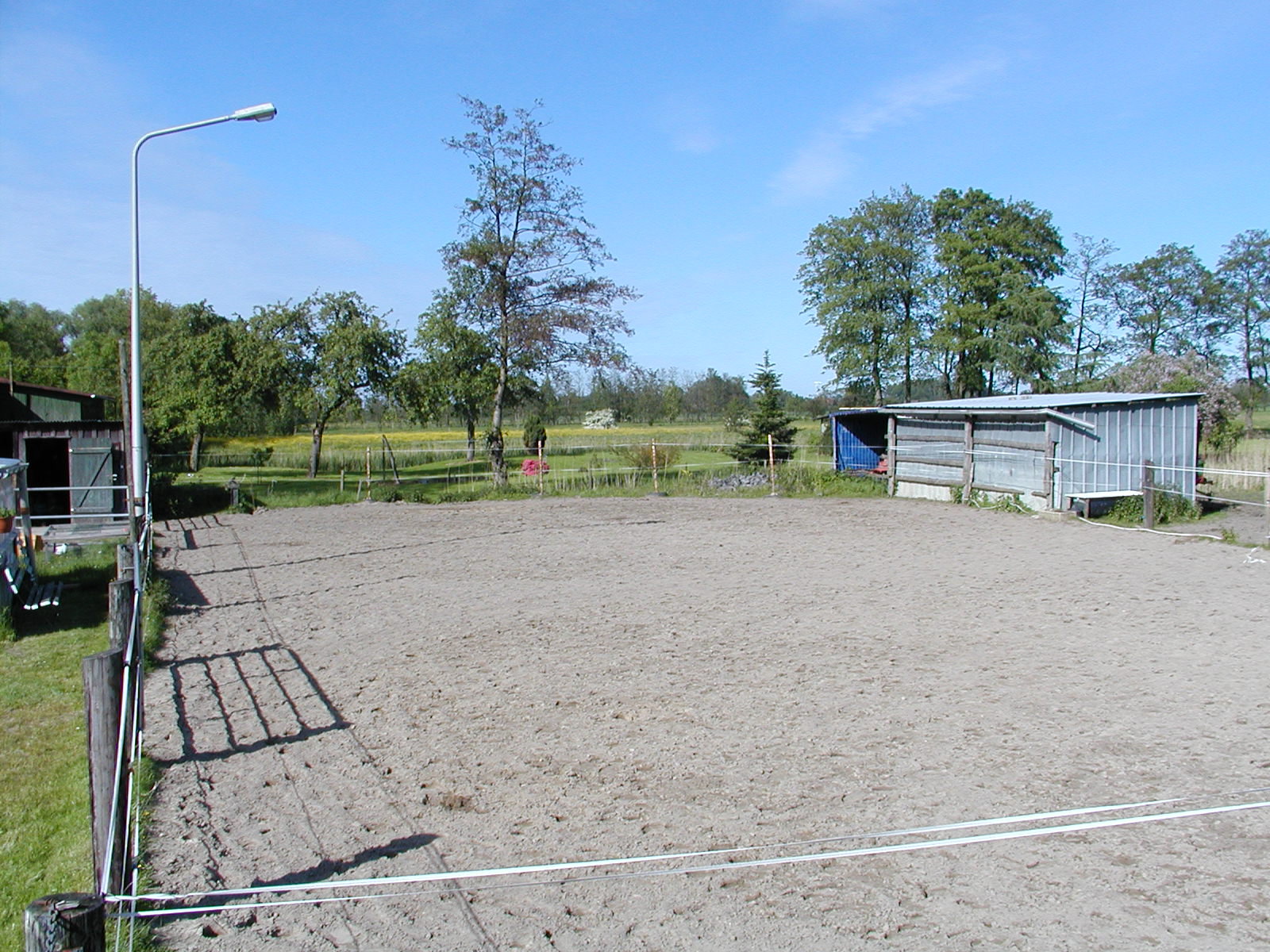
مُستراد رملي

المُسْتَراد أو الحِظار حقلٌ صغيرٌ قرب منزل أو إصطبل مخَصَّصٌ لترويض الخيل خاصة. وقد يعني المُستراد حقلًا معشوشبًا في نادٍ لسباق الخيل تُسرَج في الأفراس وتُستعرض قبل تباريها.

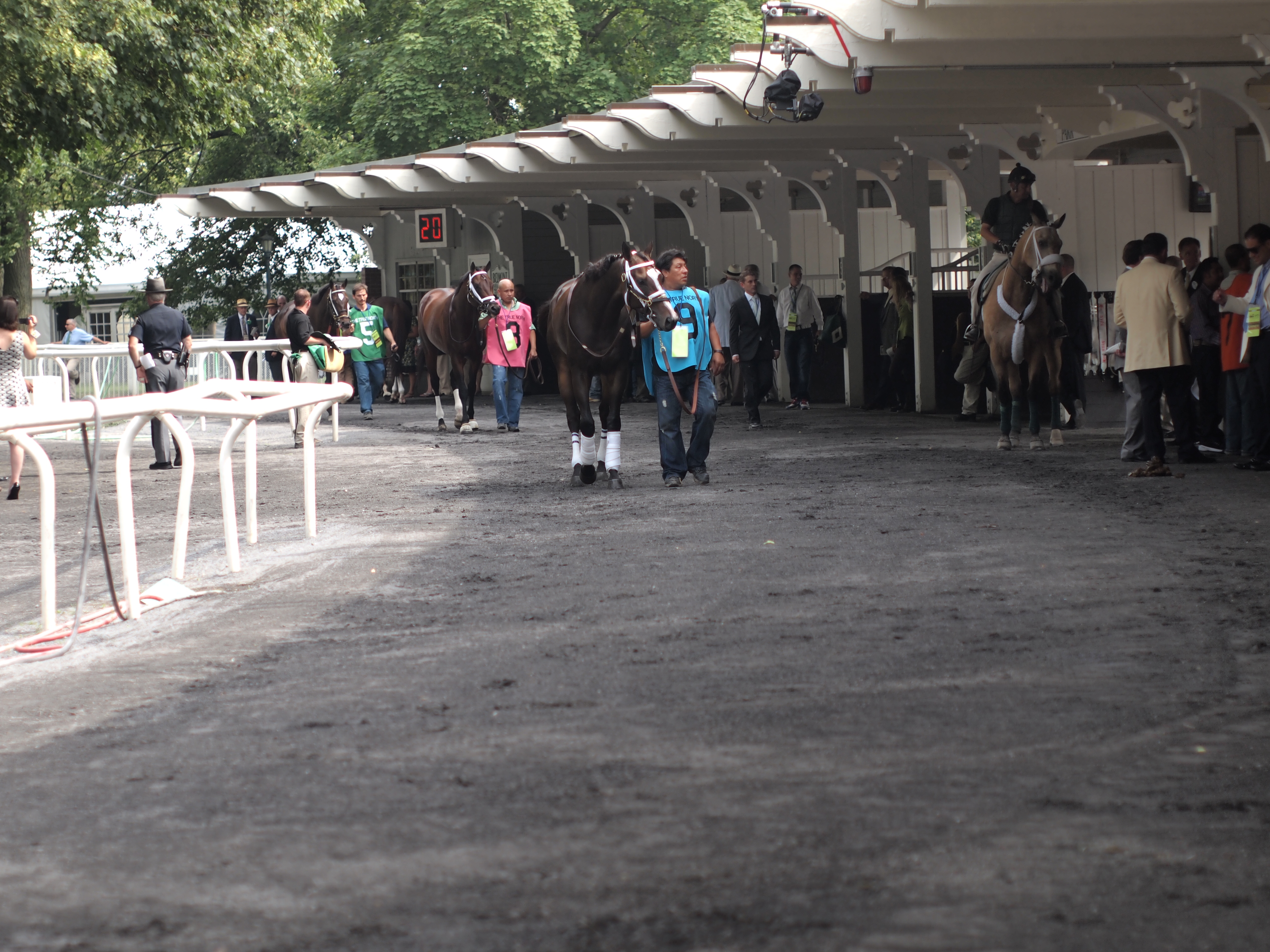
مُسترادٌ لتسريج الخيل

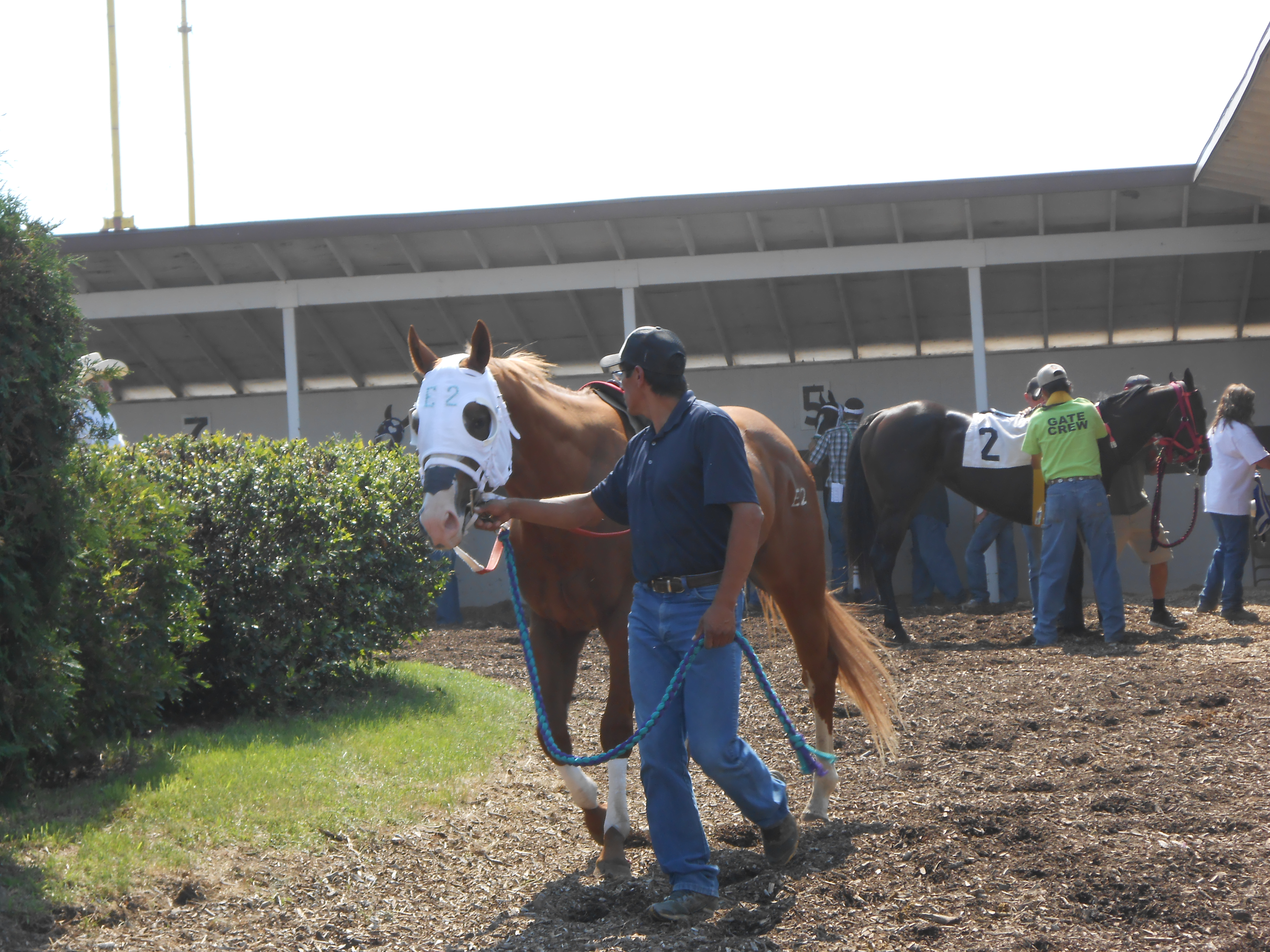
مُستراد قرب مضمار السباق